# Андре Буко
Андре Крістофер Буко (англ. Andre Boucaud, нар. 10 жовтня 1984, Енфілд, Англія) — англійський і тринідадський футболіст, півзахисник клубу «Дагенем енд Редбрідж» і збірної Тринідаду і Тобаго.

## Кар'єра

### Клубна
Свою кар'єру розпочав в системі молодіжної команди «Квінз Парк Рейнджерс». Перший професійний контракт він підписав з «Редінгом» в 18 років. Однак за цей клуб футболіст не провів жодної гри, виступаючи на правах оренди в «Пітерборо Юнайтед». Надалі Буко змінив багато англійських команд різних нижчих ліг.
З 2014 року грає у складі клубу «Дагенем енд Редбрідж» , з яким вилетів з Другої футбольної ліги до п'ятого дивізіону Англії.

### Міжнародна
Незважаючи на те, що Буко народився і виріс в Англії, він вирішив виступати за збірну Тринідаду і Тобаго, оскільки його батьки були родом з цієї країни. Вперше під прапори національної команди він був викликаний у 2004 році. Вдруге, у склад збірної Андре був запрошений лише через 9 років. Згодом у її складі був учасником Золотих кубків КОНКАКАФ 2013 та 2015 років, а також фіналістом Карибського кубка 2014 року.
Всього, на даний момент, за збірну півзахисник провів 46 матчів і забив 2 м'ячі.